# Karl Köhler (Theologe, 1832)
Karl Friedrich Köhler (* 8. Mai 1832 in Gedern; † 30. Dezember 1895 in Darmstadt) war ein deutscher evangelischer Theologe.

## Familie
Köhler war der Sohn des Pfarrers und späteren Prälaten Karl Köhler und dessen Ehefrau Julie Clara Wilhelmine Karoline geb. Eigenbrodt. Er war verheiratet mit Antonie Dieffenbach (1834–1906), Tochter des Schuldirektors Johann Philipp Dieffenbach.

## Leben
Köhler studierte ab 1849 an der Hessischen Ludwigs-Universität Evangelische Theologie. Ab 1853 war er zunächst Privatlehrer, ab 1858 Gymnasiallehrer in Darmstadt. 1863 wurde er Professor am Predigerseminar in Friedberg. 1882 wurde er zum Oberkonsistorialrat im Oberkonsistorium der Evangelischen Landeskirche Hessen in Darmstadt und zum Superintendenten der Provinz Rheinhessen ernannt. Zusätzlich amtierte er von 1885 bis 1887 auch als Erster Pfarrer in Mainz.
Köhler veröffentlichte mehrere Bücher zu Themen des Kirchenrechts, darunter ein Lehrbuch des deutsch-evangelischen Kirchenrechts (1895).